# Anopheles dthali
Anopheles dthali är en tvåvingeart som beskrevs av William Hampton Patton 1905. Anopheles dthali ingår i släktet Anopheles och familjen stickmyggor. Inga underarter finns listade i Catalogue of Life.